# Iglesia de Santa María la Real (La Hiniesta)
La iglesia de Santa María la Real es una iglesia ubicada en el municipio zamorano de La Hiniesta. En 1944 fue declarada bien de interés cultural con categoría de monumento.

## Origen
El origen de la iglesia de La Hiniesta, y del municipio que surgió en su entorno, lo explica un documento de 1290 en el que se narra la milagrosa aparición de la Virgen al rey Sancho IV cuando estaba cazando por tierras zamoranas. El monarca, tras ir a recoger una perdiz que había sido abatida por su halcón, se encontró entre la retama o hiniesta una pequeña imagen de la Virgen.
Trasladada la imagen a la iglesia de San Antolín, el rey dispuso que se construyera un templo en el lugar de su aparición y que en sus alrededores se creara una población.
Como consecuencia del mandato regio se edificó la iglesia de la Hiniesta o de Santa María La Real. Actualmente es una de las escasas, pero importantes, muestras del gótico de la provincia. Su obra fue dirigida por el maestro cantero Pedro Vázquez, a base de sillares bien labrados.

## Descripción
Consta de una sola nave de cinco tramos, con cabecera rectangular y una sacristía barroca en cuya parte alta se encuentra el camarín donde se venera la imagen de la Virgen. Del conjunto monumental, destaca sobremanera la portada y el atrio meridional que la confiere la categoría de obra maestra, cubierto con un gran portal del tiempo de los Reyes Católicos.
La puerta es de arco rebajado. Sobre ella, el tímpano de arco apuntado, cobijado por cuatro alquivoltas. Este se divide en dos zonas. En la inferior se muestran escenas de la infancia de Cristo, a la izquierda de los Reyes Magos despiéndose de Herodes y en la derecha la adoración del Niño. En la parte superior aparece Cristo Juez sentado en su trono y a sus lados la Virgen y San Juan con dos ángeles.
En el interior de la iglesia se conservan tres estatuas de piedra de buena calidad artística: la Virgen embarazada, el arcángel San Gabriel y otra Virgen con el Niño Jesús en sus brazos. También hay que destacar las pinturas murales que se encuentran detrás del retablo mayor, representando escenas del Antiguo y Nuevo Testamento, y que han sido ubicadas en la corriente gótica francesa.